# Danh sách tiểu hành tinh: 10101–10200

## Danh sách
| Tên                   | Tên đầu tiên | Ngày phát hiện       | Nơi phát hiện                      | Người phát hiện                      |
| --------------------- | ------------ | -------------------- | ---------------------------------- | ------------------------------------ |
| 10101 Fourier         | 1992 BM2     | 30 tháng 1 năm 1992  | La Silla                           | E. W. Elst                           |
| 10102 Digerhuvud      | 1992 DA6     | 29 tháng 2 năm 1992  | La Silla                           | UESAC                                |
| 10103 Jungfrun        | 1992 DB9     | 29 tháng 2 năm 1992  | La Silla                           | UESAC                                |
| 10104 Hoburgsgubben   | 1992 EY9     | 2 tháng 3 năm 1992   | La Silla                           | UESAC                                |
| 10105 Holmhällar      | 1992 EM12    | 6 tháng 3 năm 1992   | La Silla                           | UESAC                                |
| 10106 Lergrav         | 1992 EV15    | 1 tháng 3 năm 1992   | La Silla                           | UESAC                                |
| 10107 Kenny           | 1992 FW1     | 27 tháng 3 năm 1992  | Siding Spring                      | D. I. Steel                          |
| 10108 Tomlinson       | 1992 HM      | 26 tháng 4 năm 1992  | Palomar                            | C. S. Shoemaker, E. M. Shoemaker     |
| 10109 -               | 1992 KQ      | 29 tháng 5 năm 1992  | Palomar                            | E. F. Helin                          |
| 10110 -               | 1992 LJ      | 3 tháng 6 năm 1992   | Palomar                            | G. J. Leonard                        |
| 10111 Fresnel         | 1992 OO1     | 25 tháng 7 năm 1992  | Caussols                           | E. W. Elst                           |
| 10112 -               | 1992 OP1     | 31 tháng 7 năm 1992  | Palomar                            | H. E. Holt                           |
| 10113 -               | 1992 PX2     | 6 tháng 8 năm 1992   | Palomar                            | H. E. Holt                           |
| 10114 Greifswald      | 1992 RZ      | 4 tháng 9 năm 1992   | Tautenburg Observatory             | L. D. Schmadel, F. Börngen           |
| 10115 -               | 1992 SK      | 24 tháng 9 năm 1992  | Palomar                            | E. F. Helin, J. Alu                  |
| 10116 Robertfranz     | 1992 SJ2     | 21 tháng 9 năm 1992  | Tautenburg Observatory             | F. Börngen, L. D. Schmadel           |
| 10117 Tanikawa        | 1992 TW      | 1 tháng 10 năm 1992  | Kitami                             | M. Yanai, K. Watanabe                |
| 10118 -               | 1992 UK1     | 19 tháng 10 năm 1992 | Kushiro                            | S. Ueda, H. Kaneda                   |
| 10119 Remarque        | 1992 YC1     | 18 tháng 12 năm 1992 | Caussols                           | E. W. Elst                           |
| 10120 Ypres           | 1992 YH2     | 18 tháng 12 năm 1992 | Caussols                           | E. W. Elst                           |
| 10121 Arzamas         | 1993 BS4     | 27 tháng 1 năm 1993  | Caussols                           | E. W. Elst                           |
| 10122 Fröding         | 1993 BC5     | 27 tháng 1 năm 1993  | Caussols                           | E. W. Elst                           |
| 10123 Fideöja         | 1993 FJ16    | 17 tháng 3 năm 1993  | La Silla                           | UESAC                                |
| 10124 Hemse           | 1993 FE23    | 21 tháng 3 năm 1993  | La Silla                           | UESAC                                |
| 10125 Stenkyrka       | 1993 FB24    | 21 tháng 3 năm 1993  | La Silla                           | UESAC                                |
| 10126 Lärbro          | 1993 FW24    | 21 tháng 3 năm 1993  | La Silla                           | UESAC                                |
| 10127 Fröjel          | 1993 FF26    | 21 tháng 3 năm 1993  | La Silla                           | UESAC                                |
| 10128 Bro             | 1993 FT31    | 19 tháng 3 năm 1993  | La Silla                           | UESAC                                |
| 10129 Fole            | 1993 FO40    | 19 tháng 3 năm 1993  | La Silla                           | UESAC                                |
| 10130 Ardre           | 1993 FJ50    | 19 tháng 3 năm 1993  | La Silla                           | UESAC                                |
| 10131 Stånga          | 1993 FP73    | 21 tháng 3 năm 1993  | La Silla                           | UESAC                                |
| 10132 Lummelunda      | 1993 FL84    | 20 tháng 3 năm 1993  | La Silla                           | UESAC                                |
| 10133 -               | 1993 GC1     | 15 tháng 4 năm 1993  | Palomar                            | H. E. Holt                           |
| 10134 -               | 1993 HL6     | 17 tháng 4 năm 1993  | La Silla                           | H. Debehogne                         |
| 10135 -               | 1993 LZ1     | 13 tháng 6 năm 1993  | Palomar                            | H. E. Holt                           |
| 10136 Gauguin         | 1993 OM3     | 20 tháng 7 năm 1993  | La Silla                           | E. W. Elst                           |
| 10137 Thucydides      | 1993 PV6     | 15 tháng 8 năm 1993  | Caussols                           | E. W. Elst                           |
| 10138 Ohtanihiroshi   | 1993 SS1     | 16 tháng 9 năm 1993  | Kitami                             | K. Endate, K. Watanabe               |
| 10139 Ronsard         | 1993 ST4     | 19 tháng 9 năm 1993  | Caussols                           | E. W. Elst                           |
| 10140 Villon          | 1993 SX4     | 19 tháng 9 năm 1993  | Caussols                           | E. W. Elst                           |
| 10141 Gotenba         | 1993 VE      | 5 tháng 11 năm 1993  | Kiyosato                           | S. Otomo                             |
| 10142 Sakka           | 1993 VG1     | 15 tháng 11 năm 1993 | Dynic                              | A. Sugie                             |
| 10143 Kamogawa        | 1994 AP1     | 8 tháng 1 năm 1994   | Dynic                              | A. Sugie                             |
| 10144 -               | 1994 AB2     | 9 tháng 1 năm 1994   | Yatsugatake                        | Y. Kushida, O. Muramatsu             |
| 10145 -               | 1994 CK1     | 10 tháng 2 năm 1994  | Kitt Peak                          | Spacewatch                           |
| 10146 Mukaitadashi    | 1994 CV1     | 8 tháng 2 năm 1994   | Kitami                             | K. Endate, K. Watanabe               |
| 10147 Mizugatsuka     | 1994 CK2     | 13 tháng 2 năm 1994  | Oizumi                             | T. Kobayashi                         |
| 10148 Shirase         | 1994 GR9     | 14 tháng 4 năm 1994  | Kiyosato                           | S. Otomo                             |
| 10149 Cavagna         | 1994 PA      | 3 tháng 8 năm 1994   | San Marcello                       | M. Tombelli, A. Boattini             |
| 10150 -               | 1994 PN      | 7 tháng 8 năm 1994   | Siding Spring                      | G. J. Garradd                        |
| 10151 Rubens          | 1994 PF22    | 12 tháng 8 năm 1994  | La Silla                           | E. W. Elst                           |
| 10152 Ukichiro        | 1994 RJ11    | 11 tháng 9 năm 1994  | Kiyosato                           | S. Otomo                             |
| 10153 Goldman         | 1994 UB      | 16 tháng 10 năm 1994 | Sudbury                            | D. di Cicco                          |
| 10154 Tanuki          | 1994 UH      | 31 tháng 10 năm 1994 | Oizumi                             | T. Kobayashi                         |
| 10155 Numaguti        | 1994 VZ2     | 4 tháng 11 năm 1994  | Kitami                             | K. Endate, K. Watanabe               |
| 10156 -               | 1994 VQ7     | 7 tháng 11 năm 1994  | Kushiro                            | S. Ueda, H. Kaneda                   |
| 10157 Asagiri         | 1994 WE1     | 27 tháng 11 năm 1994 | Oizumi                             | T. Kobayashi                         |
| 10158 Taroubou        | 1994 XK      | 3 tháng 12 năm 1994  | Oizumi                             | T. Kobayashi                         |
| 10159 Tokara          | 1994 XS4     | 9 tháng 12 năm 1994  | Oizumi                             | T. Kobayashi                         |
| 10160 Totoro          | 1994 YQ1     | 31 tháng 12 năm 1994 | Oizumi                             | T. Kobayashi                         |
| 10161 Nakanoshima     | 1994 YZ1     | 31 tháng 12 năm 1994 | Oizumi                             | T. Kobayashi                         |
| 10162 Issunboushi     | 1995 AL      | 2 tháng 1 năm 1995   | Ojima                              | T. Niijima, T. Urata                 |
| 10163 Onomichi        | 1995 BH1     | 26 tháng 1 năm 1995  | Kuma Kogen                         | A. Nakamura                          |
| 10164 Akusekijima     | 1995 BS1     | 27 tháng 1 năm 1995  | Oizumi                             | T. Kobayashi                         |
| 10165 -               | 1995 BL2     | 31 tháng 1 năm 1995  | Kitt Peak                          | Spacewatch                           |
| 10166 Takarajima      | 1995 BN3     | 30 tháng 1 năm 1995  | Oizumi                             | T. Kobayashi                         |
| 10167 Yoshiwatiso     | 1995 BQ15    | 31 tháng 1 năm 1995  | Geisei                             | T. Seki                              |
| 10168 Stony Ridge     | 1995 CN      | 4 tháng 2 năm 1995   | Stony Ridge                        | J. B. Child, J. E. Rogers            |
| 10169 Ogasawara       | 1995 DK      | 21 tháng 2 năm 1995  | Oizumi                             | T. Kobayashi                         |
| 10170 Petrjakeš       | 1995 DA1     | 22 tháng 2 năm 1995  | Kleť                               | M. Tichý, Z. Moravec                 |
| 10171 Takaotengu      | 1995 EE8     | 7 tháng 3 năm 1995   | Nyukasa                            | M. Hirasawa, S. Suzuki               |
| 10172 Humphreys       | 1995 FW19    | 31 tháng 3 năm 1995  | Kitt Peak                          | Spacewatch                           |
| 10173 Hanzelkazikmund | 1995 HA      | 21 tháng 4 năm 1995  | Ondřejov                           | P. Pravec, L. Šarounová              |
| 10174 Emička          | 1995 JD      | 2 tháng 5 năm 1995   | Kleť                               | Z. Moravec                           |
| 10175 Aenona          | 1996 CR1     | 14 tháng 2 năm 1996  | Đài thiên văn Zvjezdarnica Višnjan | K. Korlević, D. Matkovic             |
| 10176 Gaiavettori     | 1996 CW7     | 14 tháng 2 năm 1996  | Cima Ekar                          | M. Tombelli, U. Munari               |
| 10177 Ellison         | 1996 CK9     | 10 tháng 2 năm 1996  | Kitt Peak                          | Spacewatch                           |
| 10178 Iriki           | 1996 DD      | 18 tháng 2 năm 1996  | Oizumi                             | T. Kobayashi                         |
| 10179 Ishigaki        | 1996 DE      | 18 tháng 2 năm 1996  | Oizumi                             | T. Kobayashi                         |
| 10180 -               | 1996 EE2     | 15 tháng 3 năm 1996  | Loomberah                          | G. J. Garradd                        |
| 10181 Davidacomba     | 1996 FP3     | 26 tháng 3 năm 1996  | Prescott                           | P. G. Comba                          |
| 10182 Junkobiwaki     | 1996 FL5     | 20 tháng 3 năm 1996  | Kitami                             | K. Endate, K. Watanabe               |
| 10183 Ampère          | 1996 GV20    | 15 tháng 4 năm 1996  | La Silla                           | E. W. Elst                           |
| 10184 Galvani         | 1996 HC19    | 18 tháng 4 năm 1996  | La Silla                           | E. W. Elst                           |
| 10185 Gaudi           | 1996 HD21    | 18 tháng 4 năm 1996  | La Silla                           | E. W. Elst                           |
| 10186 Albéniz         | 1996 HD24    | 20 tháng 4 năm 1996  | La Silla                           | E. W. Elst                           |
| 10187 -               | 1996 JV      | 12 tháng 5 năm 1996  | Catalina Station                   | T. B. Spahr                          |
| 10188 Yasuoyoneda     | 1996 JY      | 14 tháng 5 năm 1996  | Moriyama                           | R. H. McNaught, Y. Ikari             |
| 10189 Normanrockwell  | 1996 JK16    | 15 tháng 5 năm 1996  | Kitt Peak                          | Spacewatch                           |
| 10190 -               | 1996 NC      | 14 tháng 7 năm 1996  | Haleakala                          | NEAT                                 |
| 10191 -               | 1996 NU1     | 14 tháng 7 năm 1996  | Haleakala                          | NEAT                                 |
| 10192 -               | 1996 OQ1     | 20 tháng 7 năm 1996  | Xinglong                           | Beijing Schmidt CCD Asteroid Program |
| 10193 Nishimoto       | 1996 PR1     | 8 tháng 8 năm 1996   | Haleakala                          | AMOS                                 |
| 10194 -               | 1996 QN1     | 18 tháng 8 năm 1996  | Rand                               | G. R. Viscome                        |
| 10195 Nebraska        | 1996 RS5     | 13 tháng 9 năm 1996  | Lime Creek                         | R. Linderholm                        |
| 10196 -               | 1996 TJ15    | 9 tháng 10 năm 1996  | Kushiro                            | S. Ueda, H. Kaneda                   |
| 10197 Senigalliesi    | 1996 UO      | 18 tháng 10 năm 1996 | Pianoro                            | V. Goretti                           |
| 10198 Pinelli         | 1996 XN26    | 6 tháng 12 năm 1996  | Asiago                             | M. Tombelli, U. Munari               |
| 10199 Chariklo        | 1997 CU26    | 15 tháng 2 năm 1997  | Spacewatch                         | Spacewatch                           |
| 10200 Quadri          | 1997 NZ2     | 7 tháng 7 năm 1997   | Pianoro                            | V. Goretti                           |